# コロンボ国立美術館
コロンボ国立美術館（英語: Colombo National Art Gallery）はスリランカの西部州コロンボにある美術館。
絵画を中心としたスリランカを代表する現代芸術家の作品が多く展示されている。道路を挟んだ向かいにヴィハーラ・マハー・デーウィ公園があり、付近にはコロンボ国立博物館、コロンボ国立自然史博物館、コロンボ国立劇場など多くの文化施設が密集している。